# Chaenophryne ramifera
Chaenophryne ramifera är en fiskart som beskrevs av Regan och Ethelwynn Trewavas 1932. Chaenophryne ramifera ingår i släktet Chaenophryne och familjen Oneirodidae. Inga underarter finns listade i Catalogue of Life.